# Belarusz görögkatolikus egyház
A belarusz görögkatolikus egyház egyike a keleti egyházaknak. A római pápával, mint Szent Péter utódával teljes egységben lévő önálló (latin szóval sui iuris, azaz „sajátjogú”) részegyház.

## Elnevezése
A Szentszék szerinti hivatalos neve Belarusz görög-katolikus egyház (Беларуская грэка-каталіцкая царква, BHKC), azaz Belarusz bizánci rítusú katolikus egyház. (Belorussziában római-katolikus egyház, azaz Belarusz latin rítusú katolikus egyház is van; külön.)

## Története
1595–1596 körül a fehérorosz keresztény ortodoxok egy jelentős csoportja egyesült teljes közösségben Rómával, egyházuk azonban bizánci rítusú és a liturgia nyelve szláv. Ez az esemény, az úgynevezett Breszt-unió vezetett a belarusz görögkatolikus egyház, valamint az ukrán görögkatolikus egyház megalakulásához. Ebben az időben a belaruszok uralták  Lengyelországot és Litvániát.
Lengyelország felosztása és a novemberi felkelés (1830–1831) miatt a belarusz görögkatolikus egyház hirtelen visszaesést szenvedett, és tagjai jelentős számban csatlakoztak az orosz ortodox egyházhoz. Ugyanakkor egyes papok és világiak még mindig nem voltak hajlandóak csatlakozni az ortodox egyházhoz, és hűek maradtak a katolikus egyházhoz. Az orosz állam 1840-ben sok ingatlant kiosztott az ortodox egyháznak. Az a néhány görögkatolikus, akik még mindig Fehéroroszországban maradtak vagy emigráltak az osztrák Galíciába, vagy úgy döntöttek, hogy vallásukat titokban gyakorolják. Mégis megmaradt a katolicizmus az országban, mert amikor 1905-ben II. Miklós orosz cár vallásszabadságot biztosított,  mintegy 230 000 belarusz keresztény vallotta magát katolikusnak.
Az első világháború után Fehéroroszország nyugati része az újonnan létrejött Lengyelországhoz került és mintegy 30 000 fő visszatért a közösségbe – azok leszármazottai, mintegy száz évvel korábban csatlakoztak az orosz ortodox egyházhoz. 1931-ben a Szentszék püspököt és apostoli látogatót küldött nekik. Miután Nyugat-Fehéroroszországot 1939-ben a Szovjetunióhoz csatolták, a görögkatolikusok egy fehérorosz exarchát neveztek ki 1940 májusában. 1942-ben őt és sok katolikust letartóztattak, és egy szovjet koncentrációs táborba hurcolták őket, ahol meghaltak.
Egyes katolikusoknak sikerült menedéket találni Nyugat-Európában (Párizsban, Londonban és Louvainben) vagy az Egyesült Államokban (Chicago), ahol megalapították vallási központjaikat. 1960-ban a Vatikán kinevezett egy apostoli látogatót a külföldön élő belarusz híveinek.
1990 elején, a kommunista rezsim bukása után a Szentszék meglepődött, hogy még mindig találni a fiatalok és a felnőttek körében Fehéroroszországban olyanokat, akik görögkatolikusnak vallják magukat. 1990 szeptemberében jegyezték be az első görögkatolikus plébániákat Fehéroroszországban. 2003-ban 13 bejegyzett plébánia volt, és 2009-ben 15, nemhivatalosan 20. Jelenleg a belarusz görögkatolikusok még nem rendelkeznek saját hierarchiával.

## Fordítás
- Ez a szócikk részben vagy egészben  az   Igreja Católica Bizantina Bielorrussa című portugál Wikipédia-szócikk fordításán alapul.  Az eredeti cikk szerkesztőit annak laptörténete sorolja fel. Ez a jelzés csupán a megfogalmazás eredetét és a szerzői jogokat jelzi, nem szolgál a cikkben szereplő információk forrásmegjelöléseként.
- Ez a szócikk részben vagy egészben  a   Kościół katolicki obrządku bizantyjsko-białoruskiego című lengyel Wikipédia-szócikk fordításán alapul.  Az eredeti cikk szerkesztőit annak laptörténete sorolja fel. Ez a jelzés csupán a megfogalmazás eredetét és a szerzői jogokat jelzi, nem szolgál a cikkben szereplő információk forrásmegjelöléseként.